# Északi-Dvina
Az Északi-Dvina (oroszul Северная Двина [Szevernaja Dvina]) folyó Oroszország európai részén, vízgyűjtőjét tekintve az európai északi terület legnagyobb folyója.

## Földrajz
A Szuhona és a Jug folyók összefolyásával keletkezik. Hossza 744 km, a Szuhonával együtt 1310 km. A Vicsegda folyó torkolatáig tartó szakaszt Kis-Északi-Dvinának, a további szakaszt Nagy-Északi-Dvinának nevezik. A folyó a Vologdai és az Arhangelszki területen folyik keresztül és deltatorkolattal ömlik a Fehér-tenger Dvina-öblébe.
Alföldi jellegű folyó. Esése csekély, árterülete helyenként 10 km-re is kiszélesedik, medrében sok a homokpad. Egy rövidebb szakaszon völgye összeszűkül, medre magas, sziklás partok között vezet, itt árterülete egyáltalán nincs. 900 km² területű deltájában a meder számtalan kis ágra bomlik, ahol a víz folyásának irányát és sebességét az árapály váltakozása alakítja.
A folyó november első felében befagy, az olvadás április végén, május elején kezdődik, a tavaszi jégzajláskor nagy torlaszok képződnek. A tavaszi vízállás általában 10 m-rel meghaladja az egyébként szokásos vízszintet.
A folyó teljes hosszában hajózható. A Volga – Északi-Dvina-víziút a Szuhonán keresztül kapcsolatot teremt a Balti- és a Kaszpi-tenger medencéi között.

## Mellékfolyói
- Szuhona – az Északi-Dvinát alkotó nagyobbik, bővízű, bal oldali folyó, hossza 560 km
- Jug – az Északi-Dvinát alkotó jobb oldali folyó, csak alsó szakasza hajózható
- Vicsegda –  a legnagyobb, jobb oldali mellékfolyó (1130 km)
- Pinyega – jobb oldali (779 km)
- Vaga – bal oldali (533 km)

## Városok
- Velikij Usztyug – a Szuhona és a Jug találkozásánál
- Kotlasz – a felső szakaszon, a Vicsegda torkolatánál
- Arhangelszk – a terület legnagyobb városa, a torkolattól kb. 40 km-re, folyami és tengeri kikötő
- Szeverodvinszk – a Fehér-tenger partján, a torkolat mellett; hadikikötő, atom-tengeralattjárók bázisa